# Papa est en congé parental
Pour plus de détails, voir Fiche technique et Distribution.
Papa est en congé parental (Eltern) est un film allemand réalisé par Robert Thalheim, sorti en 2013.

## Synopsis
L'époux d'une anesthésiste accaparée par son emploi est devenu l'homme du foyer. Quand il décide de retourner sur le marché du travail, les ennuis se multiplient pour lui et les membres de sa famille.

## Fiche technique
- Titre : Papa est en congé parental
- Titre original : Eltern
- Réalisation : Robert Thalheim
- Scénario : Robert Thalheim et Jane Ainscough
- Producteurs :  Andreas Banz, Dirk G. Engelhardt et Matthias Miegel
- Photographie : Henner Besuch
- Montage : Stefan Kobe
- Direction artistique : Myrna Drews
- Costumes : Andrea Schein
- Ingénieurs du son : Detlef A. Schitto, Uwe Bossenz et Anton Feist
- Langue : allemand
- Durée : 90 minutes
- Date de sortie : Allemagne : 14 novembre 2013

## Distribution
- Christiane Paul : Christine
- Charly Hübner : Konrad
- Alex Brendemühl : Volker
- Daniela Holtz : Sigrid
- Clara Lago : Isabel
- Jannis Niewöhner : Käthe
- Paraschiva Dragus : Jürgen Dremmler
- Maren Eggert : Julie
- Moritz Grove (de) : le directeur adjoint
- Hubertus Hartmann : le professeur
- Horst Kotterba : le gynécologue
- Tilo Nest : l'acteur
- Emilia Pieske : Emma
- Katharina Schmalenberg : l'actrice